# Wilhelmina Böhl
Anna Wilhelmina Böhl (* 7. August 1877 in Wien; † 1. April 1934 in Leiden) war eine österreichisch-niederländische Malerin, Zeichnerin und Grafikerin.

## Leben
Wilhelmina Böhl (genannt „Minnie“) war eine Tochter des deutschen Theologen Eduard Böhl, der zum Zeitpunkt ihrer Geburt als Professor in Wien lehrte, und dessen zweiter Ehefrau, der Niederländerin Jacqueline Böhl, geb. Baronin von Verschuer (auch Jacoba Frederika van Verschuer, 1846–1921). Sie hatte zwei jüngere Geschwister, darunter Theologe und Orientalist Franz Böhl (1882–1976), sowie drei Halbgeschwister aus der ersten Ehe ihres Vaters mit der Tochter von Hermann Friedrich Kohlbrügge. Nach dem Tod von Eduard Böhl 1903 zog ihre Mutter mit ihren leiblichen Kindern in die Niederlande.
Wilhelmina Böhl studierte von 1903 bis 1908 an der Akademie der bildenden Künste in Den Haag, wo sie eine Schülerin von Johan Joseph Aarts und Frits Jansen war. Von 1908 bis 1911 setzte sie ihre Studien in Paris bei Lucien Simon und Émile-René Ménard fort.
Böhl malte Porträts, Landschaften, Interieurs und Figurenstücke. Laut einem Brief, den sie 1913 an den Künstler Albert August Plasschaert schickte, war sie ab Juni 1911 als selbständige Künstlerin tätig. Den Winter verbrachte sie mit Porträt- und Figurmalerei im Haus ihrer Mutter in der südholländischen Stadt Leiden, für Sommerlandschaften und Interieurs reiste sie nach Laren und Drenthe. Sie besuchte Museen wie Louvre und Mauritshuis und kopierte (auch auf Bestellung) die Werke der Meister.
Böhl nahm mehrfach an den Ausstellungen der Kunstenaarsvereniging Sint Lucas im Amsterdamer Stedelijk Museum teil (1915, 1916, 1918, 1923, 1925, 1926). Sie beschickte auch die 1913 in Amsterdam stattfindende Ausstellung De Vrouw 1813–1913, welche die Errungenschaften niederländischer Frauen seit der Proklamation der Unabhängigkeit von der französischen Herrschaft thematisierte.
Böhl war hauptsächlich in Leiden tätig, wo sie 1934 im Alter von 56 Jahren starb.

## Werke (Auswahl)

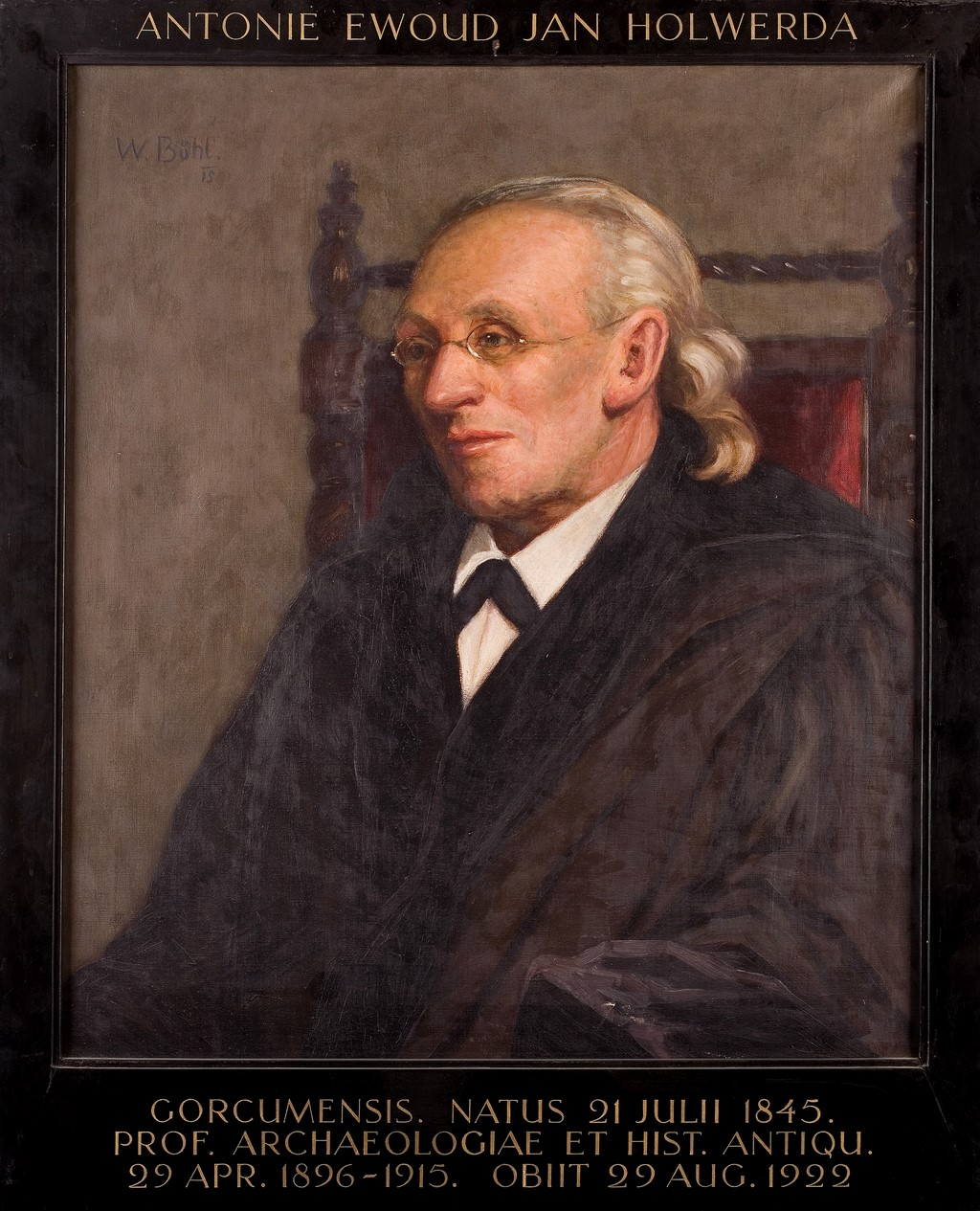
Antonie Ewoud Jan Holwerda, 1915 porträtiert von Wilhelmina Böhl

- Porträt von Evert Jan Thomassen à Thuessink, 1912, Öl auf Leinwand, 70 × 57 cm, nach einem Werk von Wessel Lubbers (1755–1834), Sammlung Reichsuniversität Groningen[8]
- Porträt von Elisabeth Henriette Fabius (1886–1921; Ehefrau von Franz Böhl), 1914, in ovalem Passepartout, Öl auf Leinwand, 52 × 39 cm[9]
- Porträt von Antonie Ewoud Jan Holwerda (1845–1922; Professor für Archäologie und Alte Geschichte in Leiden), 1915, Öl auf Leinwand, 68 × 59,5 cm, Sammlung Universität Leiden[10]